# Benjamin Creme
Benjamine Creme, škotski slikar, * 1922, Glasgow, Škotska, † 24. oktober 2016.
Creme je škotski slikar in ustanovitelj neprofitne organizacije Share International. Vztraja na tem, da bo tako imenovani Drugi prihod, ki ga prerokujejo številna verstva, prišel v obliki Maitreje, v različnih oblikah budizma znanega kot »Buda prihodnosti«. Trdi, da se je Maitreja že pojavil na različnih mestih; najbolj znano naj bi bilo pred množico 600 ljudi v Keniji, kjer da so Maitrejo tudi fotografirali.